# Consell de l'Audiovisual de Catalunya
El Consell de l'Audiovisual de Catalunya (CAC) és una de les institucions de la Generalitat de Catalunya establert per l'article 82 de l'Estatut d'Autonomia de Catalunya. El Consell de l'Audiovisual és l'autoritat reguladora independent, amb personalitat jurídica pròpia, en l'àmbit de la comunicació audiovisual pública i privada, gestionada directament per la Generalitat.
Va ser creat per la Llei 8/1996, de 5 de juliol, de regulació de la programació audiovisual distribuïda per cable, regulada després per la Llei 2/2000, de 4 de maig, del Consell de l'Audiovisual de Catalunya, que va ser més tard modificada per la Llei 3/2004, de 28 de juny, de segona modificació de la Llei 2/2000, del 4 de maig, del Consell de l'Audiovisual de Catalunya.
El propòsit del CAC és vetllar pel respecte dels drets i les llibertats en l'àmbit audiovisual, garantir el compliment de la normativa reguladora de la programació i la publicitat, i assegurar l'acompliment de les condicions de les concessions i l'observança de la normativa europea i dels tractats internacionals relacionats. Té com a objectiu vetllar pel pluralisme polític, religiós, social, lingüístic i cultural en l'àmbit audiovisual de Catalunya i de supervisar la neutralitat i honestedat de la informació que es transmeti. Ha de preservar el compliment efectiu de les normes relatives a l'ús del català i l'impuls de l'aranès, ambdues llengües oficials del país català.
El CAC és integrat per sis membres: cinc consellers o conselleres i un president o presidenta. Tots els membres són elegits pel Parlament de Catalunya a proposta, com a mínim, de dos grups parlamentaris, per una majoria de dos terços. Si en una primera votació no s'obté la majoria de dos terços, són elegits per majoria absoluta en una segona votació, que s'ha d'efectuar en la mateixa sessió. El president o presidenta del Consell és escollit pel Parlament d'entre els sis membres.
Els mandats són, en tots els casos, de sis anys, no renovables. Els membres del Consell estan sotmesos a un règim d'incompatibilitats que els impedeix tenir interessos, directes o indirectes, en empreses audiovisuals, de cinema, de vídeo, de premsa, de publicitat, d'informàtica, de telecomunicacions o d'Internet.

## Àmbit competencial
El Consell té competència plena sobre els prestadors de serveis audiovisuals d'àmbit autonòmic i local, independentment de quin sigui el sistema de difusió emprat. Això inclou, entre d'altres, els mitjans següents:
- Ràdios i televisions de la Generalitat.
- Televisions privades d'àmbit català.
- Televisions d'àmbit local, tant públiques com privades.
- Ràdios en FM, tant públiques com privades.
- Prestadors de nous serveis de comunicació audiovisual establerts a Catalunya.

El CAC té competències sobre els continguts en les desconnexions per a Catalunya de les cadenes d'àmbit estatal.

## Funcions
La Llei encomana al CAC un seguit de funcions, que poden enquadrar-se, les més destacades, en els quatre àmbits següents:
- Títols habilitants
  - Atorgar els títols que habiliten per prestar el servei de comunicació audiovisual i garantir-ne el compliment de les condicions.
- Continguts
  - Vetllar pel compliment de la normativa reguladora de l'audiovisual, en particular dels principis del pluralisme polític, social, religiós, cultural i de pensament.
  - Vetllar pel compliment del pluralisme lingüístic i pel compliment de la normativa sobre el català i l'aranès.
  - Vetllar pel compliment de la legislació sobre protecció dels infants i els adolescents.
  - Vetllar pel compliment de la legislació sobre publicitat.
  - Garantir el compliment de les missions de servei públic assignades als mitjans públics.
- Informes
  - Emetre informe previ pel que fa als avantprojectes de llei relatius al sector audiovisual.
  - Emetre informes a iniciativa pròpia, del Parlament o del Govern de la Generalitat.
  - Emetre un informe anual sobre l'actuació del CAC i la situació del sistema audiovisual a Catalunya.
- Coregulació, autoregulació i arbitratge
  - Promoure l'adopció de mesures de coregulació i d'autoregulació en el sector audiovisual.
  - Exercir, a instàncies de les parts en conflicte, funcions arbitrals i de mediació.

## Consell

### Membres actuals
Consell del febrer del 2022 fins a l'actualitat:
- President: Xevi Xirgo i Teixidor
- Vicepresident: Rosa Maria Molló i Llorens
- Conseller secretari: Laura Pinyol i Puig
- Consellera: Miquel Miralles i Fenoll
- Consellera: Enric Casas i Gironella
- Consellera: Maria Teresa Martí i Castro

### Membres antics
Consell des del maig de 2015 fins al febrer del 2022:
- President: Roger Loppacher i Crehuet
- Vicepresident: Salvador Alsius i Clavera
- Conseller secretari: Daniel Sirera Bellés
- Consellera: Carme Figueras i Siñol
- Consellera: Yvonne Griley i Martínez
- Consellera: Eva Parera i Escrichs